# Zeria striata
Zeria striata är en spindeldjursart som först beskrevs av Kraepelin 1914.  Zeria striata ingår i släktet Zeria och familjen Solpugidae. Inga underarter finns listade i Catalogue of Life.